# 馬海龍
馬海龍（1934年—）是中國武術家，吳氏太極拳傳人，為马岳樑和吳英華之子。

## 生平
毕业于上海第二医学院，曾擔任過光华医院、长宁区中心医院中心实验室主任。
馬海龍從小就隨外祖父吳鑑泉學拳，在吳鑑泉去世後，又隨母親吳英華、父親马岳樑和舅父吳公儀學拳。1998年任上海鉴泉太极拳社社长。曾编寫有《吴氏太极拳详解》、《太极法说与吴家太极拳》等書。